# Joan Lowell
Helen Joan Lowell (Berkeley, 23 de novembro de 1902 - Brasília, 7 de novembro de 1967) foi uma atriz americana de cinema da era do cinema mudo. Lowell publicou uma autobiografia sensacional, Cradle of the Deep, em 1929, que acabou sendo uma fabricação pura.

## Biografia
Seu pai era filho de um proprietário de terras de Montenegro e uma mulher turca. Lowell temia que seu pai, o capitão Nicholas Wagner (pregador Nick), tivesse morrido em 24 de dezembro de 1924. Jornais informaram que seu navio, o Oceanic Vance, afundou na costa do México. Com duas semanas de atraso em Los Angeles, Califórnia, a escuna foi avistada em janeiro de 1925, a 24 quilômetros   noroeste de San Diego. O Oceanic Vance perdeu seu comboio, a escuna Westerner, na véspera de Natal de 1924.

## Atriz de cinema
Lowell recebeu seu treinamento dramático de Gwendolen Logan Seiler e se tornou um extra na Goldwyn Pictures aos 17 anos. Ela desempenhou pequenos papéis em filmes como um extra. Um de seus primeiros esforços foi o papel de Madge Barlow no filme Loving Lies (1924). Ela foi destaque com Monte Blue em Cap'n Dan e na produção de The Cub de Thompson Buchanan.
Depois de concluir uma parte importante em Branded a Thief (1924), sobre a vida na fronteira mexicana, Lowell foi escolhida como a "Rainha do Quarto de Julho" em 1924 em Tijuana, México. Ela foi selecionada pelo Senor De Los Rios, um notável toureiro da Espanha.
Em 1925 atuou em The Gold Rush, ao lado de Charlie Chaplin.
Seu último papel na tela foi em Adventure Girl (1934), um filme dirigido por Herman C. Raymaker e vagamente baseado em sua autobiografia ficcional. Em 1935, Lowell processou a Van Beuren Studios e Amedee J. Van Beuren por uma parte dos lucros. Van Beuren prontamente fez uma reconvenção por danos no valor de US $ 300.000, supostamente sofridos por causa do desempenho "inexperiente" de Lowell na imagem. Desiludida com o fracasso do filme, decidiu se aventurar em um transatlântico.

## Autobiografia
Em 1929, Joan Lowell publicou uma autobiografia, Cradle of the Deep, publicada por Simon & Schuster, na qual afirmava que seu pai capitão do mar a levou a bordo de seu navio, o Minnie A. Caine, aos três meses de idade quando sofrendo de desnutrição. Ela alegou que ele cuidou dela de volta à saúde. Ela também afirmou que viveu no navio, com sua tripulação exclusivamente masculina, até os 17 anos, período em que se tornou hábil na arte da vida na marinharia e uma vez arpou uma baleia sozinha. Ela alegou que o navio acabou queimando e afundando na Austrália, e que ela nadou cinco quilômetros em segurança, com uma família de gatinhos agarrados por suas garras nas costas. De fato, a autobiografia era uma invenção; Lowell estava no navio, que permaneceu em segurança na Califórnia por apenas 15 meses. O livro foi um sensacional best-seller até ser denunciado como pura invenção. Mais tarde, o livro foi parodiado por Corey Ford em seu livro Salt Water Taffy, no qual Lowell abandona o navio afundando (que já havia afundado várias vezes antes "muito mal") e nada em segurança com seu manuscrito.

## Autora e repórter
O livro de Lowell sobre crescer no mar, Cradle of the Deep, foi exposto como uma invenção quando vizinhos de seus pais foram entrevistados pelo San Francisco Chronicle.
Ela se casou com o dramaturgo Thompson Buchanan em 16 de outubro de 1927. O casal residia em uma fazenda a 5 km de New Hope, Pensilvânia. Eles se separaram em outubro de 1929. Lowell continuou morando na menor das duas antigas casas de pedra da propriedade. Ela chamou a casa da Arca de Joana (Joan's Ark). Lowell gostava do campo, seus cavalos e livros, enquanto Buchanan preferia a vida na cidade.
Lowell tornou-se repórter de jornal em Boston, Massachusetts, no início dos anos 30. Ela foi agredida pelo agente de reservas Morris Levine. Ele foi condenado a catorze meses na Casa da Correção em janeiro de 1932. Lowell trabalhou para a estação de rádio WOR (AM) na cidade de Nova York em 1934.
Joan Lowell casou-se com um capitão do mar, Leek Bowen, em 1936. Ele tinha desejo de viver em região distante, ainda selvagem, e decidiram morar no interior do Brasil. Joan e o marido viveram por um período em Santos, numa vila de pescadores, e depois ele a levou para o interior do Brasil para iniciar uma plantação de café. Juntos, eles possuíam uma fazenda chamada "The Anchorage" na cidade de Anápolis. Trabalhando como corretora na cidade, ela também vendeu terras para atores e atrizes como Janet Gaynor e Mary Martin em Anápolis. Ela foi chamada de "Dona Joana" pelos habitantes locais e, depois de muito tempo em Anápolis, mudou-se para Brasília, de onde fez uma viagem notável, atravessando a estrada Rodovia Belém-Brasília de sul a norte, dirigindo um Fusca. Essa grande aventura foi relatada pela revista O Cruzeiro durante os anos 60. Ela narrou suas aventuras em um livro, Terra Prometida (1952). O local Jan Magalinski Institute preserva e pesquisa sua história em Anápolis.
Após se tornar viúva, Joan mudou-se para o Núcleo Rural Tabatinga, em Planaltina.
Joan Lowell foi encontrada morta em sua casa, em Brasília, em 7 de novembro de 1967. Foi sepultada no Cemitério Campo da Esperança.